# Ingrid Fröhlich
Ingrid Fröhlich (* 1940 in Münster; † 30. Juli 2021) war eine deutsche Schauspielerin und Unternehmerin.

## Leben
Ingrid Fröhlich machte zunächst in Lüneburg eine Ausbildung zur Hebamme. 1962 wechselte sie, von Kollegen und Vorgesetzten ermuntert, zur Schauspielerei und ging nach Wien. Schauspielunterricht erhielt sie bei Vera Balser-Eberle, der Ehefrau des bekannten Theater- und Filmschauspielers Ewald Balser. 1964 wurde sie an das Volkstheater Wien engagiert, wo sie u. a. in Stücken von Carlo Goldoni, Gotthold Ephraim Lessing, Heinrich Leopold Wagner, Friedrich Schiller, Georg Büchner, Gerhart Hauptmann, Ferdinand Bruckner, Franz von Schönthan/Gustav Kadelburg, Federico García Lorca und Jean-Paul Sartre auftrat. Für ein Engagement am Münchner Residenztheater, bei dem sie für eine Kollegin einsprang, die Mutter geworden war, kehrte sie Anfang 1970 nach Deutschland zurück. Sie spielte die Rolle der Isabella in der Komödie Die Schule der Ehemänner von Molière in einer Inszenierung von Hermann Treusch.
Anschließend folgten Rollen im Fernsehen mit Regisseuren wie Franz Peter Wirth, Wolfgang Schleif und Rudolf Jugert. In der ZDF-Vorabendserie Drei sind einer zuviel (1977) spielte sie an der Seite von Herbert Herrmann (Peter) und Thomas Fritsch (Benedikt) Peters Kollegin Christl Schäfer. Von Januar 1978 bis Mai 1978 war sie in der ZDF-Serie SOKO 5113 in insgesamt 19 Folgen als Kriminalmeisterin Renate Burger die erste weibliche TV-Ermittlerin im Fernsehen der Bundesrepublik. Anfang der 1980er Jahre zog sich Fröhlich von der Schauspielerei zurück.
1986 gründete sie mit ihrem Sohn Andreas Pachler, der als Elektrotechniker die Technik entwickelte, die Firma „Stellanova“ mit Sitz in Aufhofen, eine der größten und zu den Weltmarktführern gehörenden Globusfirmen weltweit, bei der sie das Design der Globen entwarf. Die Globen wurden in mehr als 40 Länder verkauft.
Anlässlich des 40. Jubiläums der ZDF-Serie kehrte sie 2018 im Alter von 78 Jahren noch einmal für SOKO 5113 vor die Kamera zurück und übernahm eine Gastrolle, bei der sie ihre frühere Rollenfigur verkörperte. In der Folge „Vom Geben und Nehmen“ (Erstausstrahlung: Dezember 2019) der im Januar 2016 in SOKO München umbenannten TV-Serie spielte sie eine verarmte Witwe, die auf Spenden des „Münchner Tischs“ angewiesen ist, und zugleich auch Hauptverdächtige ist.
Fröhlich war verwitwet und lebte in Österreich, Deutschland und der Slowakei.

## Filmografie (Auswahl)
- 1973: Frühbesprechung: Dibbedidapp (Fernsehserie, eine Folge)
- 1973: Nicht einmal das halbe Leben (Fernsehfilm)
- 1975: Mordkommission: Amok (Fernsehserie, eine Folge)
- 1977: Drei sind einer zuviel (Fernsehserie)
- 1978: SOKO 5113 (Fernsehserie)
- 1983: Anderland: Stefanie und die Geister (Fernsehserie, eine Folge)
- 2019: SOKO München: Vom Geben und Nehmen (Fernsehserie, eine Folge)